# Sárospatak
Sárospatak (en allemand Potok am Bodroch, en slovaque Šarišský Potok, Blatný Potok) est une ville et une commune du comitat de Borsod-Abaúj-Zemplén en Hongrie.

## Histoire

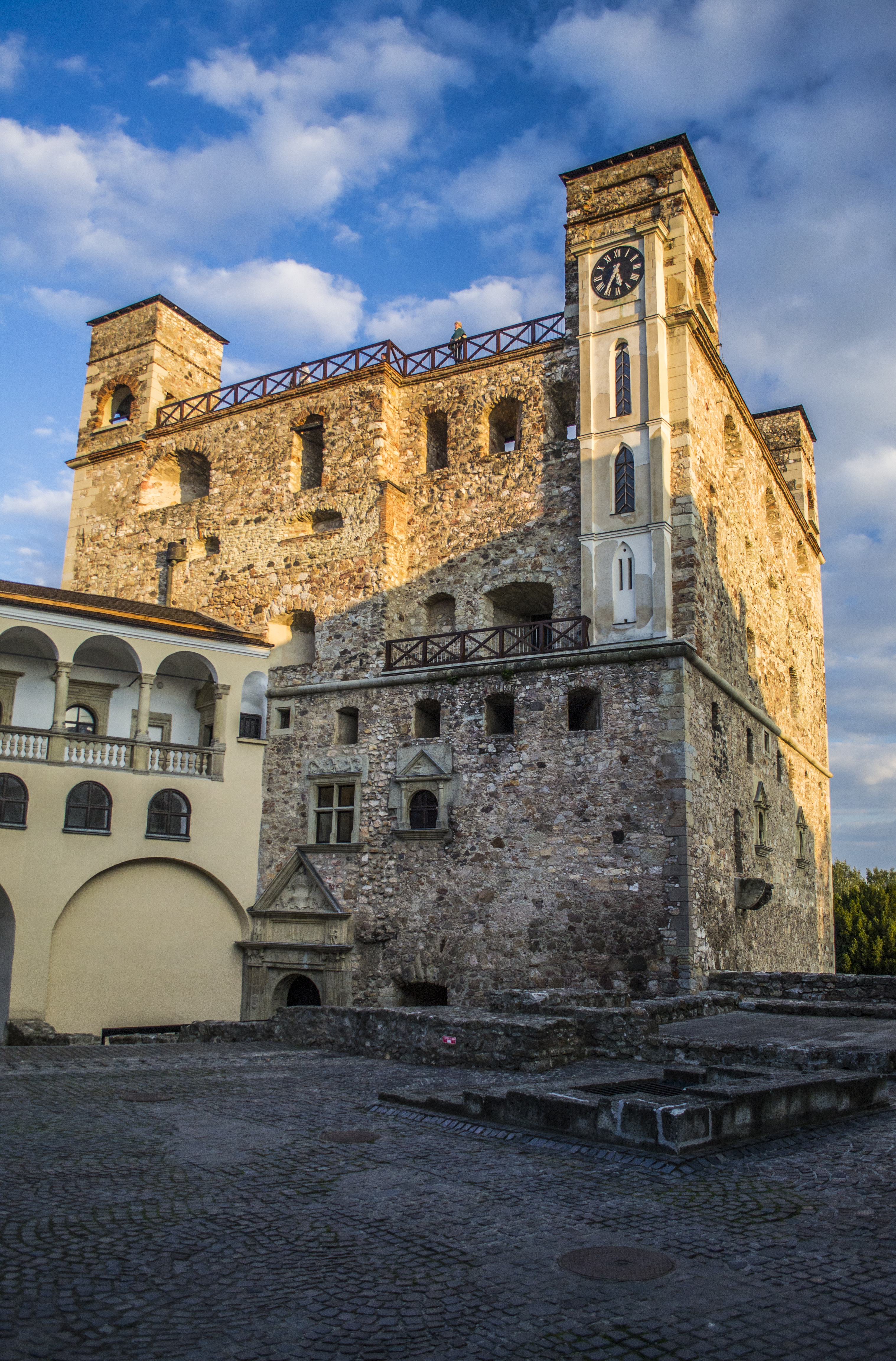
Le « bastion italien » (olaszbástya)